# Thunderdome XIII - The Joke's On You
Albums
Thunderdome XII - Caught In The Web Of Death
(1996) Thunderdome XIV - Death Becomes You
(1996)
Thunderdome XIII - The Joke's On You est la treizième compilation de la série des albums Thunderdome,  issue du concept du même nom, sortie en 1996.

## Présentation
The Joke's On You est la treizième compilation issue du festival gabber Thunderdome, la deuxième à sortir en 1996. Elle succède Thunderdome XII - Caught In The Web Of Death et précède Thunderdome XIV - Death Becomes You, albums commercialisés la même année. La couverture de l'album, artwork de Victor Feenstra, représente un bouffon portant malicieusement une corde nouée au moyen d'un nœud de pendu. Le titre de la compilation peut se traduire par quelque chose comme « vous voilà bien attrapé. »
La compilation comporte quarante pistes. Elle débute avec Raveworld de Distortion & MC Raw vs. Bass-D & King Matthew, et se termine avec Be A Gangsta de DJ Weirdo & Guitar Rob. Elle intègre des productions de DJ Delirium, Chosen Few, DJ Rob & MC Joe, Lenny Dee, 3 Steps Ahead ou des différents membres de la Dreamteam. Elle comprend en particulier Happy Is Voor Hobo's de Bodylotion, qui défraya la chronique et marqua la scission entre hardcore et happy hardcore, lorsque les visiteurs de l'événement Nightmare manifestent leur réprobation vis-à-vis de cette scène plus commerciale, scandant « happy is for homos ».

## Pistes
| 1.  | Raveworld                                      | Distortion & MC Raw vs. Bass-D & King Matthew |  |
| 2.  | Not Responsible                                | Cybernators                                   |  |
| 3.  | Bring That Shit Back (DJ Buzz Fuzz Remix)      | Wasting Program                               |  |
| 4.  | I Wanna Rock You                               | The Controllers                               |  |
| 5.  | The Sound Of The Beast                         | DJ Delirium                                   |  |
| 6.  | You Are A Sucka !                              | Re-Charge                                     |  |
| 7.  | The Unconscious World                          | Discofrisco & DJ Inferno                      |  |
| 8.  | Ø Chosen                                       | Chosen Few                                    |  |
| 9.  | 1-2-3 Fuck                                     | Naughty Boys                                  |  |
| 10. | Into My Brain (Original)                       | Guitar Rob                                    |  |
| 11. | Chemical Overdrive                             | DJ Buzz Fuzz                                  |  |
| 12. | In The Name Of Love                            | 3 Steps Ahead                                 |  |
| 13. | The Beat Is Flown (Nasty Django Remix)         | DJ Rob & MC Joe                               |  |
| 14. | The Dreamer                                    | Lenny Dee                                     |  |
| 15. | Hardcore Power (DJ Jordens vs. Arjuna Mix)     | Demonax                                       |  |
| 16. | No Man                                         | Psylocke                                      |  |
| 17. | Mellow Message                                 | Rob Gee & Ralphie Dee                         |  |
| 18. | Make You Dance (Remix)                         | Bodylotion                                    |  |
| 19. | Now You See Him, Now You Don't (Gizmo's Remix) | DJ Gizmo & DJ Norman                          |  |
| 20. | Take This (Original Mix)                       | DJ Sim                                        |  |

| 1.  | Happy House… ???                           | Lunalotic                             |  |
| 2.  | Dance All About !                          | DJ Delirium & Da Grimreaper           |  |
| 3.  | Crazy                                      | 3 Steps Ahead                         |  |
| 4.  | Hear It Twice                              | Scarface                              |  |
| 5.  | Warpspeed vs. Hyperdrive                   | James Daltan                          |  |
| 6.  | Brainscan                                  | DJ Waxweazle                          |  |
| 7.  | Totally Computerized                       | Ectomorph                             |  |
| 8.  | Is Everybody Ready ? (Power Mix)           | Lords Of The Underworld               |  |
| 9.  | The Second Coming                          | DJ Rob & Tim B                        |  |
| 10. | To The Bass (Dome Mix)                     | Cixx                                  |  |
| 11. | Just Getting Hot                           | Simtec                                |  |
| 12. | Door To Dreams                             | Nightbreed                            |  |
| 13. | That Body                                  | The Prophet                           |  |
| 14. | Back Watcher                               | Kool Killers                          |  |
| 15. | Please Pai                                 | DJ Jordens vs. Spiritual Child        |  |
| 16. | Make Some Noise (DJ E-Rick & Tactic Remix) | Ulli Kneudelbaum & Franz Putzenbacher |  |
| 17. | Don't Fuck With Me                         | Dark Destination                      |  |
| 18. | Happy Is Voor Hobo's                       | Bodylotion                            |  |
| 19. | Terror Is Timeless !!                      | DJ Dano                               |  |
| 20. | Be A Gangsta                               | DJ Weirdo & Guitar Rob                |  |

## Accueil
| Classement                           | Meilleure position | Semaines passées dans le classement | Date d'entrée | Date de sortie |
| ------------------------------------ | ------------------ | ----------------------------------- | ------------- | -------------- |
| Pays-Bas (Mega Verzamelalbum Top 30) | 1                  | 9                                   | 15 juin 1996  | 18 août 1996   |
| Suisse (Schweizer Hitparade)         | 6                  | 6                                   | 23 juin 1996  | 11 août 1996   |

La compilation bénéficie d'un bon accueil aux Pays-Bas, restant neuf semaines dans le top 30 des compilations du hit-parade néerlandais, dont une à la première place. Elle reste six semaines dans le top 25 des compilations du hit-parade suisse, y atteignant la sixième place. Contrairement aux compilations précédentes, ses ventes sont insuffisantes en Autriche pour lui permettre de figurer dans le classement autrichien.